# Атанасије Рашковић
Атанасије Рашковић (Стари Влах 1697 – Купиново 17. март 1753) је био наследни бератлијски кнез Старог влаха и аустријски пуковник.

## Биографија
Под Турцима је био кнез, спахија, и плаћао је данак султану. У Аустро-турском рату (1737-9) пришао је Аустријанцима, а приликом њиховог повлачења је повео народ Старог влаха у Аустрију. Тамо је издржавао 1500 војника из Прокупља, Сјенице и Нове Вароши. Био је командант рацке народне милиције и један од највиђенијих Срба у Аустрији. Учествовао је и у Рату за аустријско наслеђе као командант српске милиције у борбама против Пруса. Као командант сремског хусарског пука, учествовао је у борбама у Италији. Затим је постао командант граничарског пука у Петроварадину.